# Jessica Ashley-Cooper
Pour les articles homonymes, voir Ashley-Cooper, Ashley et Cooper.
Jessica Ashley-Cooper, née le 21 mai 1992 à Port Elizabeth, est une nageuse sud-africaine.

## Carrière
Jessica Ashley-Cooper est médaillée d'or sur 4 × 200 mètres nage libre et médaillée d'argent sur 50, 100 et 200 mètres dos aux Championnats d'Afrique de natation 2010 à Casablanca.
Aux Jeux africains de 2015, elle est médaillée d'or sur 50 mètres dos, sur 4 × 100 mètres nage libre et sur 4 × 100 mètres quatre nages, médaillée d'argent sur 4 × 100 mètres quatre nages mixte et médaillée de bronze sur 100 mètres dos et 50 mètres papillon.